# Ленинское (Красногвардейский район)
Ле́нинское (до 1948 года Лениндо́рф, ранее Кир-Байляр; укр. Ленінське, крымскотат. Qır Baylar, Къыр Байлар) — село в Красногвардейском районе Республики Крым, центр Ленинского сельского поселения (согласно административно-территориальному делению Украины — Ленинского сельского совета Автономной Республики Крым).

## Население
| 2001 | 2014  |
| ---- | ----- |
| 1875 | ↘1725 |

Всеукраинская перепись 2001 года показала следующее распределение по носителям языка
| Язык             | Процент |
| ---------------- | ------- |
| русский          | 67.31   |
| украинский       | 15.68   |
| крымскотатарский | 14.13   |
| другие           | 0.21    |

### Динамика численности
| - 1900 год — 82 чел. - 1915 год — 15/39 чел. - 1926 год — 125 чел. - 1939 год — 175 чел. - 1974 год — 1746 чел. | - 1989 год — 1976 чел. - 2001 год — 1875 чел. - 2009 год — 1850 чел. - 2014 год — 1725 чел. |

## Современное состояние
На 2017 год в Ленинском числится 10 улиц и 1 переулок; на 2009 год, по данным сельсовета, село занимало площадь 277,2 гектара на которой, в 701 дворе, проживало более 1,8 тысячи человек. В селе действуют средняя общеобразовательная школа, дом культуры, библиотека, фельдшерско-акушерский пункт, отделение Почты России, храм апостола Иоанна Богослова

## География
Ленинское — большое село на юго-западе района в степном Крыму, высота центра села над уровнем моря — 89 м. Соседние сёла: Краснознаменка в 3,5 км на запад и Звёздное в 0,7 км на восток. Расстояние до райцентра — около 34 километров (по шоссе) на север, ближайшая железнодорожная станция — Элеваторная — примерно в 7 километрах. Транспортное сообщение осуществляется по региональной автодороге 35Н-271 от шоссе 35К-001 Красноперекопск — Симферополь (по украинской классификации — С-0-10661).

## История
Немецкое селение было основано на землях, ранее принадлежавших джамаату деревни Кир-Байлар и на месте исчезнувшей деревни Кирмачи, опустевших в результате эмиграции крымских татар, особенно массовой после Крымской войны 1853—1856 годов, в Турцию.
В 1865 году здесь, на 1000 десятинах купленной земли, поселились лютеране, называвшие свой посёлок также Кир-Байляр или просто Байляр. В «Памятной книге Таврической губернии 1889 года» и в последующих учётах деревню, находившуюся вначале в Григорьевской волостии, а после земской реформы 1890 года в Бютеньской волостии, (видимо, за малостью) отдельно не фиксировали: в «…Памятной книжке Таврической губернии на 1892 год» не упоминается вовсе, а в «…Памятной книжке Таврической губернии на 1900 год» вместе записаны Очка и Кир Байлар с 82 жителями в 2 домохозяйствах. По Статистическому справочнику Таврической губернии. Ч.II-я. Статистический очерк, выпуск пятый Перекопский уезд, 1915 год, в экономии Кир-Байлар Бютеньской волости Перекопского уезда числилось 13 дворов (все дворы безземельные) с татарским населением в количестве 15 человек приписных жителей и 39 — «посторонних», из которых 27 мужчин и 22 женщины. Жители землёй не владели, на вакуфе числилось 180 десятин земли. В хозяйствах имелось 45 лошадей, 22 коровы и 100 голов мелкого скота.
После установления в Крыму Советской власти и учреждения 18 октября 1921 года Крымской АССР, в составе Симферопольского уезда был образован Биюк-Онларский район, в состав которого включили село. В 1922 году уезды получили название округов. 11 октября 1923 года, согласно постановлению ВЦИК, в административное деление Крымской АССР были внесены изменения, в результате которых был ликвидирован Биюк-Онларский район и село включили в состав Симферопольского. Еврейский коллектив Ахдус (Ахдас) был основан в апреле 1924 года и располагался в 6 верстах от железнодорожной станции Биюк-Онлар. Коллектив состоял из бывших хлеборобов и других «трудовых элементов», занимавшихся, главным образом, извозным промыслом. В коллективе было 17 членов, общее число душ — 70, площадь земли — 600 десятин.. Согласно Списку населённых пунктов Крымской АССР по Всесоюзной переписи 17 декабря 1926 года, в селе Кир-Байляр (вакуф), Биюк-Онларского сельсовета Симферопольского района, числилось 16 дворов, все крестьянские, население 68 человек, все татары и в артели Кир-Байляр (Ахдас) — 37 дворов, 125 жителей — 113 евреев, 7 русских, 5 украинцев, действовала еврейская школа.
Время переименования в Лениндорф не установлено. Постановлением ВЦИК «О реорганизации сети районов Крымской АССР» от 30 октября 1930 года, был создан Биюк-Онларский район, как национальный (лишённый статуса национального постановлением Оргбюро ЦК КПСС от 20 февраля 1939 года) немецкий в который включили село. По данным всесоюзной переписи населения 1939 года в селе проживало 175 человек. Вскоре после начала отечественной войны часть еврейского населения Крыма была эвакуирована, из оставшихся под оккупацией большинство расстреляны.
После освобождения Крыма от фашистов, 12 августа 1944 года было принято постановление № ГОКО-6372с «О переселении колхозников в районы Крыма» по которому в район из областей Украины и России переселялись семьи колхозников, а в начале 1950-х годов последовала вторая волна переселенцев из различных областей Украины. С 25 июня 1946 года Лениндорф в составе Крымской области РСФСР. Указом Президиума Верховного Совета РСФСР от 18 мая 1948 года, Лениндорф переименовали в Ленинское. С 1952 года в составе объединённого колхоза имени XIX съезда (с 2002 года СПК «Аграрий» и агрофирма «Таврия»). 26 апреля 1954 года Крымская область была передана из состава РСФСР в состав УССР. Время включения в Амурский сельсовет пока не установлено: на 15 июня 1960 года село уже числилось в его составе.
Указом Президиума Верховного Совета УССР «Об укрупнении сельских районов Крымской области», от 30 декабря 1962 года, Октябрьский район был упразднён и Ленинское присоединили к Красногвардейскому. В период с 1968 года, когда Ленинское ещё числилось в Амурском сельсовете, по 1974 год создан сельсовет. По данным переписи 1989 года в селе проживало 1976 человек. С 12 февраля 1991 года село в восстановленной Крымской АССР, 26 февраля 1992 года переименованной в Автономную Республику Крым. С 21 марта 2014 года в составе Крыма аннексировано Россией.
12 мая 2016 года парламент Украины, не признающий российскую аннексию, принял постановление о переименовании села в Кир-Байлар (укр. Кир-Байлар), в соответствии с законами о декоммунизации, однако данное решение не вступает в силу до «возвращения Крыма под общую юрисдикцию Украины».